# Turn- und Sportverein Havelse 1912 2013-2014
Questa voce raccoglie le informazioni riguardanti il Turn- und Sportverein Havelse 1912 nelle competizioni ufficiali della stagione 2013-2014.

## Stagione
Nella stagione 2013-2014 l'Havelse, allenato da Christian Benbennek, concluse il campionato di Regionalliga nord al 7º posto.

## Rosa
| N. |                      | Ruolo | Calciatore            |
| -- | -------------------- | ----- | --------------------- |
| 1  | Germania (bandiera)  | P     | Alexander Meyer       |
| 2  | Germania (bandiera)  | D     | Thomas Kues           |
| 3  | Germania (bandiera)  | D     | Kevin Kalinowski      |
| 4  | Germania (bandiera)  | D     | Tobias Holm           |
| 5  | Serbia (bandiera)    | A     | Adem Lukac            |
| 6  | Germania (bandiera)  | D     | Daniel von der Bracke |
| 7  | Germania (bandiera)  | C     | Deniz Cicek           |
| 8  | Germania (bandiera)  | C     | Patrick Jöcks         |
| 9  | Germania (bandiera)  | C     | Murat Bildirici       |
| 10 | Germania (bandiera)  | C     | Maurice Maletzki      |
| 11 | Filippine (bandiera) | A     | Denis Wolf            |
| 14 | Libano (bandiera)    | A     | Hilal El Helwe        |
| 15 | Germania (bandiera)  | A     | Christoph Beismann    |

| N. |                     | Ruolo | Calciatore              |
| -- | ------------------- | ----- | ----------------------- |
| 16 | Germania (bandiera) | C     | Daniel Hintzke          |
| 17 | Germania (bandiera) | C     | Torben Deppe            |
| 18 | Turchia (bandiera)  | C     | Deniz Tayar             |
| 19 | Germania (bandiera) | C     | Erhan Yılmaz            |
| 19 | Germania (bandiera) | A     | Björn Engemann          |
| 21 | Germania (bandiera) | D     | Daniel Degner           |
| 22 | Germania (bandiera) | P     | Markus Straten-Wolf     |
| 23 | Germania (bandiera) | D     | Florian Bertalan        |
| 24 | Turchia (bandiera)  | C     | Ferhat Bıkmaz           |
| 25 | Germania (bandiera) | D     | Gianluca Vinals-Ziegler |
| 25 | Germania (bandiera) | C     | Patrick Posipal         |
| 26 | Polonia (bandiera)  | C     | Patrick Rogalski        |
| 33 | Turchia (bandiera)  | P     | Ufuk Büyükbuluter       |

## Organigramma societario
Area tecnica
- Allenatore: Christian Benbennek
- Allenatore in seconda:
- Preparatore dei portieri: Oliver Lassoff
- Preparatori atletici:
- Analisi video:

## Calciomercato

### Sessione estiva
| Acquisti | Acquisti              | Acquisti       | Acquisti |
| R.       | Nome                  | da             | Modalità |
| -------- | --------------------- | -------------- | -------- |
| A        | Petrus Amin           | Wolfsburg II   |          |
| C        | Ferhat Bıkmaz         | Oldenburg      |          |
| A        | Hilal El Helwe        | Havelse U19    |          |
| C        | Patrick Jöcks         | Hannover 96 II |          |
| D        | Kevin Kalinowski      | Havelse U19    |          |
| D        | Daniel von der Bracke | Osnabrück      |          |
| A        | Denis Wolf            | Global         |          |
| C        | Erhan Yılmaz          | Havelse U19    |          |

| Cessioni | Cessioni           | Cessioni                  | Cessioni |
| R.       | Nome               | a                         | Modalità |
| -------- | ------------------ | ------------------------- | -------- |
| C        | Jan Reuter         | Arminia Hannover          |          |
| P        | Roman Ziesing      | Bavenstedt                |          |
| P        | Marcel Engelhardt  | E. Braunschweig II        |          |
| D        | Marco Hansmann     | Sportfreunde Lotte        |          |
| A        | Ahmet Kaya         | 1. FC Wunstorf            |          |
| C        | Björn Masur        | Arminia Hannover          |          |
| C        | Tom Merkens        | Osnabrück                 |          |
| C        | Ilias Papadopoulos | Hildesheim                |          |
| C        | Dag Rüdiger        | SV Ramlingen/Ehlershausen |          |
| A        | Saliou Sané        | Paderborn                 |          |
| C        | Marc Vucinovic     | Paderborn                 |          |
| D        | Tim Wendel         | Sportfreunde Lotte        |          |

### Sessione invernale
| Acquisti | Acquisti        | Acquisti     | Acquisti |
| R.       | Nome            | da           | Modalità |
| -------- | --------------- | ------------ | -------- |
| C        | Murat Bildirici | Wolfsburg II |          |

| Cessioni | Cessioni         | Cessioni            | Cessioni |
| R.       | Nome             | a                   | Modalità |
| -------- | ---------------- | ------------------- | -------- |
| C        | Stefan Winkel    | 93 Amburgo          |          |
| D        | Viktor Maier     | Meppen              |          |
| P        | Jérôme Reisacher | Baunatal            |          |
| A        | Petrus Amin      | U.S.I. Lupo-Martini |          |

## Risultati

### Regionalliga

#### Girone di andata
| Arbitro: | Schlickmann |

|                        |           |  |
| Beismann 5’ Winkel 34’ | Marcatori |  |

| Arbitro: | Schult |

|                         |           |  |
| Hirooka 20’ Makangu 39’ | Marcatori |  |

| Arbitro: | Skorczyk |

|                                               |           |            |
| Beismann 16’ (rig.), 76’ Posipal 60’ Amin 89’ | Marcatori | 25’ Wigger |

| Arbitro: | Hass |

|           |           |                                             |
| Bento 80’ | Marcatori | 20’ Tayar 53’, 74’ (rig.) Beismann 85’ Wolf |

| Arbitro: | Yılmaz |

|                               |           |                                             |
| Deppe 20’ Beismann 25’ (rig.) | Marcatori | 6’ (rig.) Unger 27’ Erwig-Drüppel 60’ Ademi |

| Arbitro: | Aarnink |

|                                          |           |                                 |
| Pröger 3’, 17’, 49’ Samide 45’ Laabs 55’ | Marcatori | 33’ (aut.) Tönnies 61’ Beismann |

| Arbitro: | Eichhorst |

|                          |           |           |
| Posipal 11’ Beismann 36’ | Marcatori | 90’ Wulff |

| Amburgo 21 settembre 2013, ore 13:30 CEST 8ª giornata | Victoria Amburgo | 0 – 0 referto | Havelse | Stadion Hoheluft (267 spett.)\| Arbitro: \| Glowatzka \| |
| Arbitro:                                              | Glowatzka        |               |         |                                                          |

| Arbitro: | Schult |

|           |           |                  |
| Deppe 32’ | Marcatori | 39’ (rig.) Bruns |

| Arbitro: | Porsch |

|              |           |          |
| Beismann 84’ | Marcatori | 35’ Aust |

| Arbitro: | Helwig |

|                                                            |           |             |
| Olthoff 10’ Wernke 40’, 78’ Gerdes-Wurpts 76’ Kosenkow 81’ | Marcatori | 39’ Hintzke |

| Arbitro: | Hussein |

|  |           |              |
|  | Marcatori | 81’ Güleryüz |

| Arbitro: | Glowatzka |

|              |           |           |
| Loheider 10’ | Marcatori | 14’ Helwe |

| Arbitro: | Heft |

|                       |           |  |
| Posipal 45’ Deppe 90’ | Marcatori |  |

| Arbitro: | Müller |

|                         |           |  |
| Maggio 41’ Bergmann 74’ | Marcatori |  |

| Arbitro: | Hussein |

|                      |           |             |
| Bıkmaz 43’ Cicek 83’ | Marcatori | 90’ Kulikas |

| Arbitro: | Helwig |

|                           |           |  |
| Schulz 55’ Kleinsorge 90’ | Marcatori |  |

#### Girone di ritorno
| Arbitro: | Lüddecke |

|                                                         |           |                   |
| Eglseder 24’ Lüneburg 47’, 50’ Kunath 72’ Schneider 75’ | Marcatori | 43’, 87’ Maletzki |

| Arbitro: | Dornieden |

|                                   |           |  |
| Yılmaz 16’ Helwe 18’ Beismann 30’ | Marcatori |  |

| Arbitro: | Eichhorst |

|  |           |           |
|  | Marcatori | 70’ Jöcks |

| Arbitro: | Riedel |

|                 |           |              |
| Bıkmaz 59’, 90’ | Marcatori | 29’ Alassani |

| Arbitro: | Porsch |

|             |           |                      |
| Kruppke 26’ | Marcatori | 73’ (rig.) Bildirici |

| Arbitro: | Dittrich |

|                     |           |             |
| Helwe 11’ Cicek 83’ | Marcatori | 64’ Tönnies |

| Flensburgo 8 marzo 2014, ore 14:00 CET 24ª giornata | Weiche Flensburgo | 0 – 0 referto | Havelse | Manfred-Werner-Stadion (672 spett.)\| Arbitro: \| Hass \| |
| Arbitro:                                            | Hass              |               |         |                                                           |

| Arbitro: | Bernhardt |

|                        |           |             |
| Beismann 1’ Yılmaz 89’ | Marcatori | 85’ Subašić |

| Arbitro: | Schult |

|             |           |  |
| Ayçiçek 22’ | Marcatori |  |

| Arbitro: | Scheper |

|  |           |                    |
|  | Marcatori | 15’ Holm 58’ Helwe |

| Arbitro: | Senning |

|                             |           |  |
| Deppe 30’ Yılmaz 63’ (rig.) | Marcatori |  |

| Arbitro: | Riedel |

|                                              |           |            |
| Scheidhauer 3’ (rig.), 40’ (rig.) Eilers 49’ | Marcatori | 75’ Yılmaz |

| Arbitro: | Hübner |

|                             |           |           |
| Cicek 6’ Posipal 23’ (rig.) | Marcatori | 63’ Fossi |

| Arbitro: | Lüddecke |

|                  |           |              |
| Tayar 71’ (aut.) | Marcatori | 66’ Maletzki |

| Arbitro: | Heft |

|           |           |                    |
| Deppe 21’ | Marcatori | 23’ Farrona-Pulido |

| Arbitro: | Müller |

|                                |           |                                          |
| Wriedt 22’ Schlüter 75’ (rig.) | Marcatori | 6’ Yılmaz 30’ Bıkmaz 57’ Helwe 90’ Cicek |

| Arbitro: | Helwig |

|                      |           |                  |
| Helwe 52’ Yılmaz 69’ | Marcatori | 16’, 18’ Kahlert |

## Statistiche

### Statistiche di squadra
| Competizione      | Punti | In casa | In casa | In casa | In casa | In casa | In casa | In trasferta | In trasferta | In trasferta | In trasferta | In trasferta | In trasferta | Totale | Totale | Totale | Totale | Totale | Totale | DR |
| Competizione      | Punti | G       | V       | N       | P       | Gf      | Gs      | G            | V            | N            | P            | Gf           | Gs           | G      | V      | N      | P      | Gf     | Gs     | DR |
| ----------------- | ----- | ------- | ------- | ------- | ------- | ------- | ------- | ------------ | ------------ | ------------ | ------------ | ------------ | ------------ | ------ | ------ | ------ | ------ | ------ | ------ | -- |
| Regionalliga nord | 54    | 17      | 11      | 4       | 2       | 32      | 16      | 17           | 4            | 5            | 8            | 20           | 31           | 34     | 15     | 9      | 10     | 52     | 47     | +5 |
| Totale            | 54    | 17      | 11      | 4       | 2       | 32      | 16      | 17           | 4            | 5            | 8            | 20           | 31           | 34     | 15     | 9      | 10     | 52     | 47     | +5 |

### Andamento in campionato
| Giornata  | 1 | 2 | 3 | 4 | 5 | 6 | 7 | 8 | 9 | 10 | 11 | 12 | 13 | 14 | 15 | 16 | 17 | 18 | 19 | 20 | 21 | 22 | 23 | 24 | 25 | 26 | 27 | 28 | 29 | 30 | 31 | 32 | 33 | 34 |
| --------- | - | - | - | - | - | - | - | - | - | -- | -- | -- | -- | -- | -- | -- | -- | -- | -- | -- | -- | -- | -- | -- | -- | -- | -- | -- | -- | -- | -- | -- | -- | -- |
| Luogo     | C | T | C | T | C | T | C | T | C | C  | T  | C  | T  | C  | T  | C  | T  | T  | C  | T  | C  | T  | C  | T  | C  | T  | T  | C  | T  | C  | T  | C  | T  | C  |
| Risultato | V | P | V | V | P | P | V | N | N | N  | P  | P  | N  | V  | P  | V  | P  | P  | V  | V  | V  | N  | V  | N  | V  | P  | V  | V  | P  | V  | N  | N  | V  | N  |
| Posizione | 4 | 8 | 4 | 3 | 6 | 7 | 7 | 8 | 8 | 9  | 9  | 10 | 9  | 8  | 9  | 8  | 9  | 9  | 9  | 9  | 7  | 7  | 7  | 7  | 7  | 7  | 7  | 7  | 7  | 6  | 7  | 7  | 7  | 7  |

Legenda:

Luogo: C = Casa; T = Trasferta. Risultato: V = Vittoria; N = Pareggio; P = Sconfitta.

### Statistiche dei giocatori
| P. Amin           | 6  | 1  | 0 | 0 |
| C. Beismann       | 25 | 11 | 2 | 0 |
| F. Bertalan       | 0  | 0  | 0 | 0 |
| M. Bildirici      | 5  | 1  | 1 | 1 |
| U. Büyükbuluter   | 3  | 0  | 0 | 0 |
| F. Bıkmaz         | 25 | 4  | 3 | 1 |
| D. Cicek          | 23 | 4  | 1 | 0 |
| D. Degner         | 23 | 0  | 0 | 0 |
| T. Deppe          | 27 | 5  | 5 | 1 |
| B. Engemann       | 1  | 0  | 0 | 0 |
| H. Helwe          | 26 | 6  | 3 | 0 |
| D. Hintzke        | 24 | 1  | 4 | 1 |
| T. Holm           | 26 | 1  | 9 | 0 |
| P. Jöcks          | 25 | 1  | 5 | 0 |
| K. Kalinowski     | 23 | 0  | 3 | 0 |
| T. Kues           | 0  | 0  | 0 | 0 |
| A. Lukac          | 6  | 0  | 0 | 0 |
| V. Maier          | 6  | 0  | 1 | 0 |
| M. Maletzki       | 23 | 3  | 1 | 0 |
| A. Meyer          | 15 | 0  | 1 | 0 |
| P. Posipal        | 31 | 4  | 5 | 1 |
| J. Reisacher      | 5  | 0  | 0 | 0 |
| P. Rogalski       | 1  | 0  | 0 | 0 |
| M. Straten-Wolf   | 14 | 0  | 0 | 0 |
| D. Tayar          | 30 | 1  | 4 | 1 |
| G. Vinals-Ziegler | 1  | 0  | 0 | 0 |
| S. Winkel         | 16 | 1  | 0 | 0 |
| D. Wolf           | 12 | 1  | 0 | 0 |
| E. Yılmaz         | 20 | 6  | 4 | 1 |
| D. von der Bracke | 29 | 0  | 2 | 0 |